# Anfiteatro da Quinta Vergara

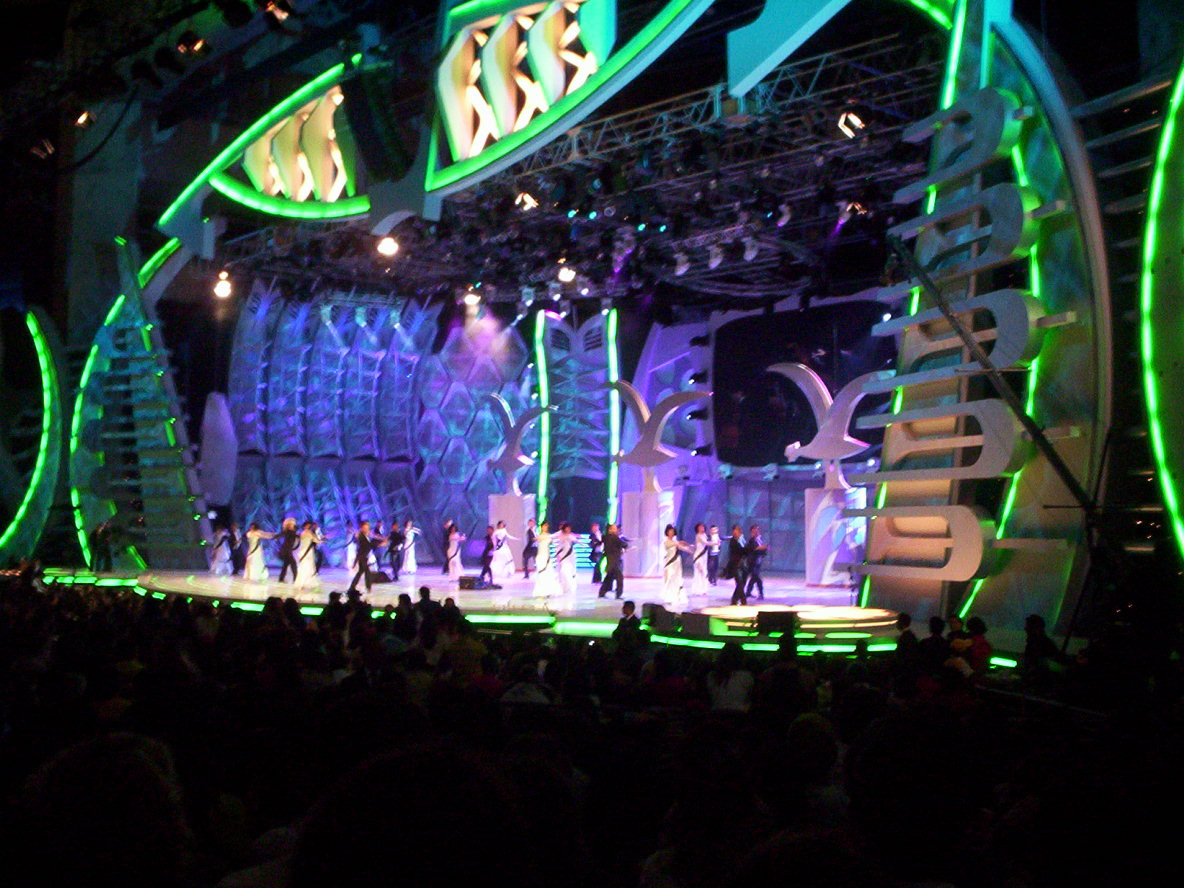
O anfiteatro durante XLVII Festival Internacional da Canción de Viña del Mar.

O anfiteatro da Quinta Vergara é um palco de performances e gravações localizado na Quinta Vergara, Chile. O local representa importância para os chilenos, pois abriga um dos festivais mais importantes da América, o Festival Internacional da Canção de Viña del Mar.